# 류진동 선생 묘 및 신도비
류진동 선생 묘 및 신도비는 경기도 고양시 덕양구 행신동에 있다. 1991년 6월 25일 고양시의 향토문화재 제28호로 지정되었다.

## 개요
조선조 전기의 인물인 류진동 선생의 묘소와 신도비이다. 당대의 석물과 신도비의 원형이 잘 보존되어 있다.